# Quattro Canti
Quattro Canti, oficjalnie Piazza Vigliena – plac w Palermo, zbudowany w stylu barokowym w latach 1618–1620, położony w obrębie historycznego centrum miasta.

## Historia
Plac i rozmieszczone przy nim barokowe pałace powstawały w latach 1608–1620, według projektu Giulia Lasso, na polecenie hiszpańskiego wicekróla Juana Fernandeza Pacheco de Villena y Ascalon i od jego nazwiska oficjalnie nazwany został Piazza Vigliena. Plac usytuowany jest na skrzyżowaniu głównych ulic palermitańskich: via Maqueda oraz Cassaro (Corso Vittorio Emmanuele), u zbiegu czterech historycznych dzielnic miasta.
Każdy z czterech pałaców usytuowanych przy placu posiada identycznie skomponowaną elewację, podzieloną na trzy części oraz zdobioną posągami i kolumnami w jednym z klasycznych porządków greckich. Na najniższym poziomie każdej z budowli znajduje się rzeźba jednej z czterech pór roku, na poziomie środkowym umieszczono figury czterech hiszpańskich królów Sycylii (Karola V, Filipa I, Filipa II i Filipa III), zaś na najwyższym – rzeźby dziewic, ówcześnie czterech świętych patronek Palermo: Krystyny, Ninfy, Oliwy i Agaty.

## Pałace przy Quattro Canti
| Położenie                    | południe                                          | zachód                        | północ                    | wschód    |
| Fotografia                   |                                                   |                               |                           |           |
| Historyczna dzielnica miasta | Albergheria                                       | Seralcadio, Capo lub Sincaldi | La Loggia lub Amalfitania | Kalsa     |
| Nazwa własna budynku         | Palazzo Reale; połączony z kościołem San Giuseppe | Monte di Pietà                | Castellamare              | Tribunali |
| Figura pory roku             | wiosna                                            | lato                          | jesień                    | zima      |
| Figura króla                 | Karol V                                           | Filip I                       | Filip II                  | Filip III |
| Figura świętej               | św. Krystyna                                      | św. Ninfa                     | św. Oliwa                 | św. Agata |